# Isaac de Pinto

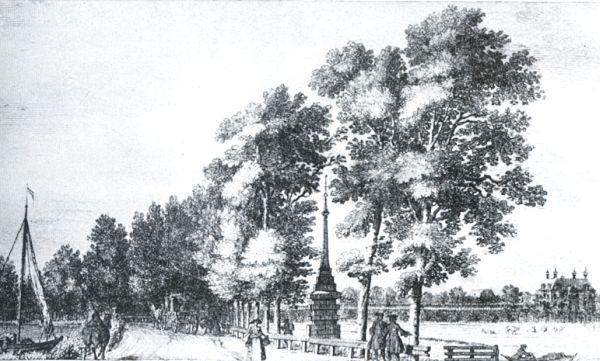
Tekening uit 1736 van de hofstede Tulpenburg, bezocht door stadhouder Willem IV, Frederik de Grote in 1755 en Stanislaus Leszczyński, de hertog van Lotharingen

Isaac (of Isaäc) de Pinto (Amsterdam, 10 april 1717 - Den Haag, 13 augustus 1787) was een rijke Joods-Nederlandse bankier, verlichtingsfiloof en politiek econoom. Hij was tevens plaatsvervangend bewindhebber bij de Vereenigde Oostindische Compagnie (VOC).

## Biografie
Op 18 april 1717 kreeg Isaac zijn Briet mila. Hij groeide op in de Sint Antoniesbreestraat, in het pand, bekend als Huis De Pinto. Zijn vader David was eigenaar van de hofstede Tulpenburgh aan de Amstel. Zijn moeder was Lea Ximenes Belmonte, alias Schoonenberg. Isaac de Pinto trouwde in december 1734 met Rachel Nuñes Henriques; het echtpaar had geen kinderen. In 1742 hield De Pinto twee redevoeringen voor een groepje Sefardische geleerden, genaamd Société Amicale. Hij woonde destijds bij haar ooms en voogden op de Nieuwe Keizersgracht 58 bij Abraham Henriquez de Ferrera, grootaandeelhouder van de VOC.

### De Pinto als bankier en adviseur

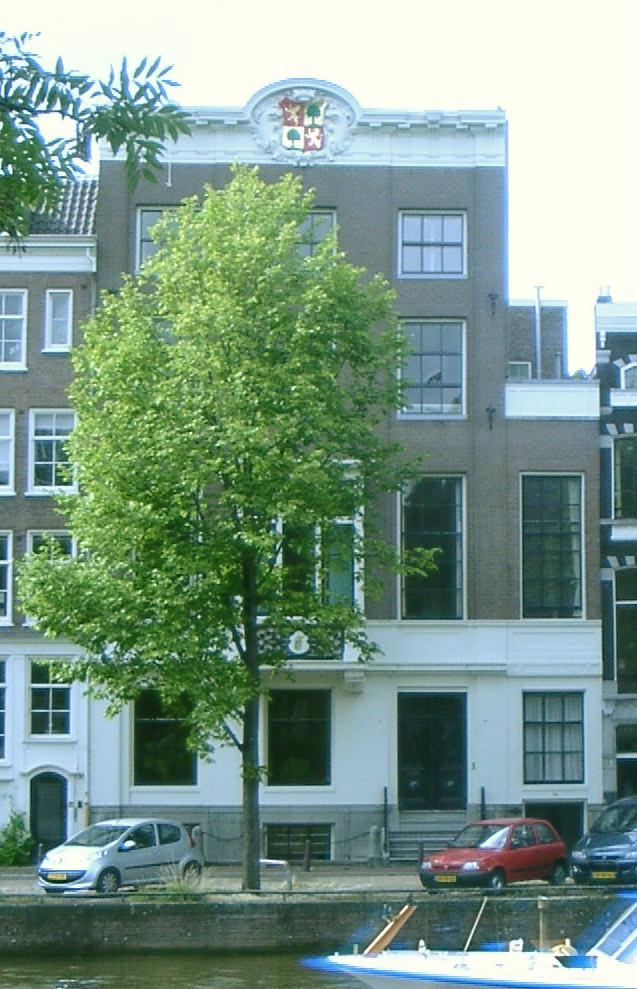
Nieuwe Herengracht 99 met het familiewapen van de vorige bewoner, Jacob Texeira de Mattos in top

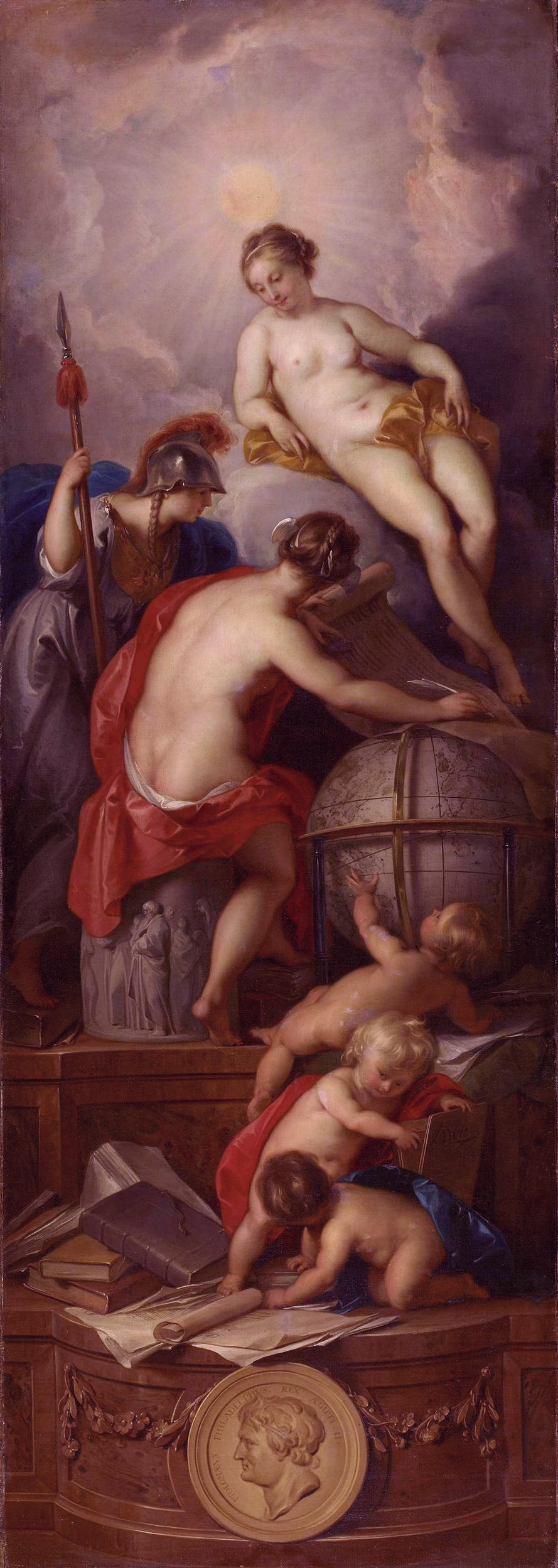
Allegorie op het schrijven van de geschiedenis (1754). De bovenste figuur is een personificatie van de Waarheid. Zij is naakt afgebeeld omdat zij niets te verbergen heeft maar haar draperie geeft aan men haar nooit volledig zal kennen. De Wijsheid is weergegeven als de godheid Pallas Athena. Op de rug gezien staat de Geschiedenis. Op aanwijzing van de Waarheid en de Wijsheid tekent zij de herinneringen op voor het nageslacht.

In 1748 redde Isaac de Pinto de Republiek door geld voor te schieten, want aan het beleg van Bergen op Zoom door de Fransen moest een einde worden gemaakt. In hetzelfde jaar probeerde de Pinto autoriteiten te bewegen tot een verlichting van enkele drukkende verordeningen, toen iedere straathandel werd verboden op instigatie van de doelisten en na het Pachtersoproer. De Joodse verkopers van vis, vodden, zuur en groenten waren zwaar gedupeerd door de verscherpte regelgeving en protesteerden heftig tegen visverkoop binnenshuis. In 1745 beriepen een aantal bewoners van de Sint Antoniesbreestraat en de Oude Hoogstraat zich op een rekest uit 1619 dat elke stad zelf mocht beslissen of er binnen haar muren al of niet een getto zou zijn. Vanouds, zo beweerden zij, hadden de Joden alleen aan de overzijde van de Anthoniessluis gewoond, nu vestigden zij zich hoe langer hoe meer ook aan de binnenzijde, o.a. Raamgracht en de Zwanenburgwal. Ze ventten hun waren op straat uit, wat in de strijd was met de bestaande keuren.
De Pinto verzocht de Amsterdamse overheid over te gaan tot het openen van de gilden voor Joden. Ook ontwikkelde hij het plan arme Ashkenazim naar Suriname te sturen. In 1749 stelde Isaac de Pinto voor stadhouder Willem IV als opperbewindhebber van de Vereenigde Oostindische Compagnie te benoemen. De prins kreeg tevens het recht de andere bewindhebbers te benoemen. In 1750 zou De Pinto worden benoemd als zijn plaatsvervanger. De achtergrond is te zoeken in het toenmalige streven naar versterking van de positie van de stadhouder ten opzichte van de burgemeesters of regenten.

### De Pinto als kunstliefhebber
In 1752 kocht Isaac de Pinto een pand op de Nieuwe Herengracht, met vijf beroemde wandschilderingen van Jan Weenix. De Pinto gaf de schilder Jacob de Wit de opdracht een allegorie te schilderen, die in zijn bibliotheek kwam te hangen. Het schilderij, met een voor de katholieke Jacob de Wit ongebruikelijk naakt, is soms te zien in het Amsterdams Historisch Museum.
In juni 1755 kreeg hij op zijn buitenhuis bezoek van Frederik de Grote, die incognito door Holland reisde; vermoedelijk om zich te laten voorlichten over de financiering van zijn voorgenomen derde Silezische oorlog. Met een trekschuit reisde Frederik naar Utrecht en een week later was hij terug in Potsdam.
Pierre Famin, een Frans schrijver die in 1760 bij De Pinto op bezoek kwam, schreef: Overal valt je oog op beeldhouwwerk, opmerkelijke schilderijen, schoorstenen met vazen en kostbaar porselein, tafels en spiegelkasten. In de slaapkamer staat het bed van donkerrood damast op een verhoging in een nis, heel apart. Verder is er een uitgebreide bibliotheek met fraaie boeken in verschillende talen en een mooi Chinees kabinet. Ten slotte een aardige tuin met een vijver. In het midden een beeldengroep met schelpen die hij voor veel geld uit Indië heeft laten komen. Zijn Bacchusbibliotheek omvatte 39 soorten.
Het overlijden van zijn vader in 1751 en de Zevenjarige oorlog tussen Frankrijk en Engeland (1757-1763) bracht Isaac de Pinto in financiële problemen. In 1761 werd hij failliet verklaard. Zijn broer Aron verkocht het pand aan Mr Willem Sautijn, een berucht schuinmarcheerder, terwijl Isaac in Parijs met David Hume, Denis Diderot of Mattheus Lestevenon aan tafel zat. In 1765 verhuisde Isaac naar Den Haag naar een fraai pand op het Lange Voorhout. Toen de jonge Mozart en zijn zusje in 1765 en 1768 voor de stadhouderlijke familie speelden waren ook de beide broers de Pinto en kinderen aanwezig.

### De Pinto als politiek econoom
De Pinto ontwikkelde zich tot een Verlichtingsfilosoof van internationaal belang. Hij ageerde tegen Voltaire in zijn Apologie pour la Nation Juive ou réflexions critiques sur le premier chapitre du VIIe tome des œuvres de Monsieur de Voltaire au sujet des juifs, (Amsterdam, J. Joubert, 1762), toen alle arme Joden de stad Bordeaux werden uitgejaagd en Pinto werd gevraagd een verdediging te schrijven. 
De Pinto was specialist op het gebied van staatsschuld. Dat de staat geld leende hoefde volgens hem – en in tegenstelling tot de filosoof Hume - niet haar ondergang te betekenen. Als mercantilist propageerde hij overheidsinvloed en bescherming van handel en industrie. Isaac de Pinto verzette zich tegen verheerlijking van de landbouw door de toen opkomende stroming van Fysiocraten, die een laissez faire, laissez passer (en opheffing van de gilden) voorstonden. In 1771 publiceerde hij zijn Traité de la Circulation et du Crédit, een onsamenhangend werk, waaraan hij tien jaar had gewerkt. Het is vrij snel vertaald in het Engels en het Duits; Werner Sombard en Karl Marx hebben het geprezen. Hij bestreed ook de Encyclopedisten in hun materialistische opvattingen. 
Rond 1775 kreeg hij bezoek van Jean-Paul Marat, die hij het huis uitwerkte. In 1776 raakte de Pinto in opspraak vanwege zijn opvattingen over de Amerikaanse onafhankelijkheid. De Boston Tea Party kon niet zijn goedkeuring wegdragen. Zijn tegenstanders beweerden dat De Pinto door de Engelse regering werd betaald. Tijdens de Vierde Engelse Zeeoorlog besprak hij de nadelen van een alliantie met Frankrijk; in 1785 toch afgesloten, tot tevredenheid van de patriotten, die volgens Gerrit Paape een uitermate kostbare feestdis aanrichtten.

## Literatuur

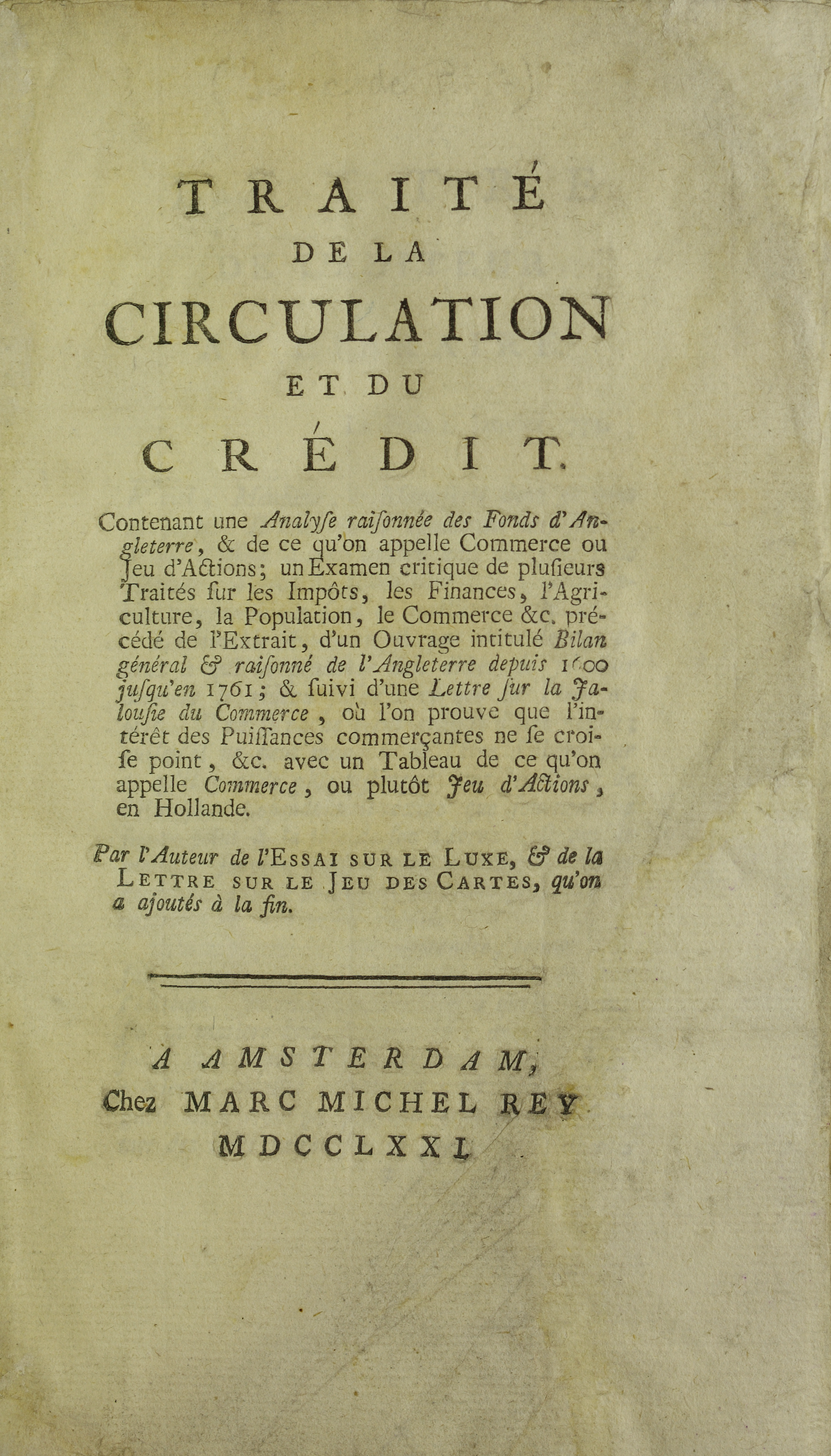
Traité de la circulation et du crédit, 1771